# Градоначелник Бање Луке
Градоначелник заступа град и врши извршну функцију у граду Бањој Луци. Он руководи Административном службом Града, и одговоран је за њен рад. Градоначелник се бира истовремено кад и одборници за Скупштину града, непосредним тајним гласањем, на временски период од четири године, у складу са законом.

## Надлежности
Надлежности градоначелника су сљедеће:
- Предлаже Статут Града,
- Предлаже одлуке Скупштини,
- Израђује нацрт и подноси Скупштини на усвајање годишњи буџет, годишњи биланс стања, економски план, развојни план, инвестициони програм, просторни и урбанистички план и остале планске и регулаторне документе који се односе на кориштење и управљање земљиштем, укључујући и кориштење јавног земљишта,
- Обавјештава Скупштину о свим питањима која се тичу Града, његових права и обавеза,
- Извршава законе и друге прописе Републике чије је извршење повјерено Граду,
- Доноси одлуку о оснивању Градске управе,
- Доноси правилник о организацији и систематизацији радних мјеста Градске управе,
- Доноси план цивилне заштите Градске управе,
- Реализује сарадњу Градске управе са општинама, градовима, међународним и другим организацијама, у складу са одлукама и закључцима Скупштине Града и њених одговарајућих радних тијела,
- Даје сагласност на статуте и друга општа акта предузећа и установа чији је оснивач град,
- Подноси извјештај Скупштину о свом раду, и о раду градске управе,
- Покреће иницијативу за обустављање од извршења прописа Скупштине Града, општег или појединачног акта, ако сматра да је супротан Уставу и закону,
- Закљчује уговоре у име Града, у складу са актима Скупштине Града,
- Рјешава у другом степену по жалби на првостепена рјешења Градске управе, уколико за рјешавање нису надлежни републички органи,
- Одговоран је за законитост свих аката које предлаже Скупштини Града,
- Доноси одлуку о располагању новчаним средствима на начин утврђен статутом,
- Обавља и друге послове утврђене законом и Статутом Града.